# جورج ليونارد اندروز
جورج ليونارد اندروز (بالإنجليزية: George Leonard Andrews)‏ هو ضابط أمريكي، ولد في 31 أغسطس 1828 في Bridgewater, Massachusetts ‏ في الولايات المتحدة، وتوفي في 4 أبريل 1899 في بروكلين في الولايات المتحدة.